# مدال افتخار: حمله اروپایی
مدال افتخار: حمله اروپایی (به انگلیسی: Medal of Honor: European Assault) یک بازی ویدئویی تیراندازی اول شخص است که توسط الکترونیک آرتس در سال ۲۰۰۵ توزیع شد. داستان بازی توسط جان میلیوس نوشته شده است.